# 50 Års Ensomhed
50 Års Ensomhed er en dansk kortfilm fra 2010 med instruktion og manuskript af Nis Vinten.

## Handling
Den gamle stor-arkitekt Wille hyldes for sit mangeårige virke. Men Wille føler sig utilpas, og på vej til sit hotelværelse møder han arkitektstudinen Malene. Hun spørger, hvad der er hemmeligheden bag hans succes, og han går med til at fortælle, at man skal finde tilbage til sit lykkeligste øjeblik: Vi rejser tilbage og oplever Willes ulykkelige kærlighedshistorie med den lige så unge Mille.